# Varthemia
Varthemia là một chi thực vật có hoa trong họ Cúc (Asteraceae).

## Loài
Chi Varthemia gồm các loài: